# (2483) Guenièvre
(2483) Guenièvre, désignation internationale (2483) Guinevere, est un astéroïde de la ceinture principale.

## Description
(2483) Guenièvre est un astéroïde de la ceinture principale. Il fut découvert par Max Wolf le 17 août 1928 à Heidelberg. Il présente une orbite caractérisée par un demi-grand axe de 3,9724 UA, une excentricité de 0,2783 et une inclinaison de 4,5000° par rapport à l'écliptique. Guenièvre est également un astéroïde zénocroiseur.
Il fut nommé en hommage à Guenièvre, personnage de la légende arthurienne, femme du roi Arthur et amante de Lancelot du Lac.

## Compléments